# Menosca discophora
Menosca discophora är en insektsart som beskrevs av Stsl 1870. Menosca discophora ingår i släktet Menosca och familjen Lophopidae. Inga underarter finns listade i Catalogue of Life.